# Honda e:NP2
Honda e:NP2 и Honda e:NS2 — компактные электромобили-кроссоверы, выпускающиеся компанией Honda с 2024 года в Китае. Продажи e:NP2 начались в апреле 2024 года, а продажи e:NS2 — в июне того же года.

## Описание
Honda e:NP2 и Honda e:NS2 впервые были представлены в ноябре 2021 года в виде концепт-кара Honda e:N2 Concept. В апреле 2023 года на выставке Auto Shanghai было представлено 2 концепт-кара: Honda e:NP2 Prototype и Honda e:NS2 Prototype. В ноябре 2023 года было объявлено, что автомобили Honda e:NP2 и Honda e:NS2 готовы к производству. Продажи Honda e:NP2 (кит. 极湃2; пиньинь Jí pài 2) начались в апреле 2024 года.

## Технические характеристики
Honda e:NP2 и Honda e:NS2 выпускаются на платформе e:N Architecture F и оснащаются литий-ионным аккумулятором CATL ёмкостью 68,8 кВт⋅ч и электродвигателем мощностью 150 кВт (201 л. с.). По циклу CLTC запас хода составляет 545 км.

## Галерея

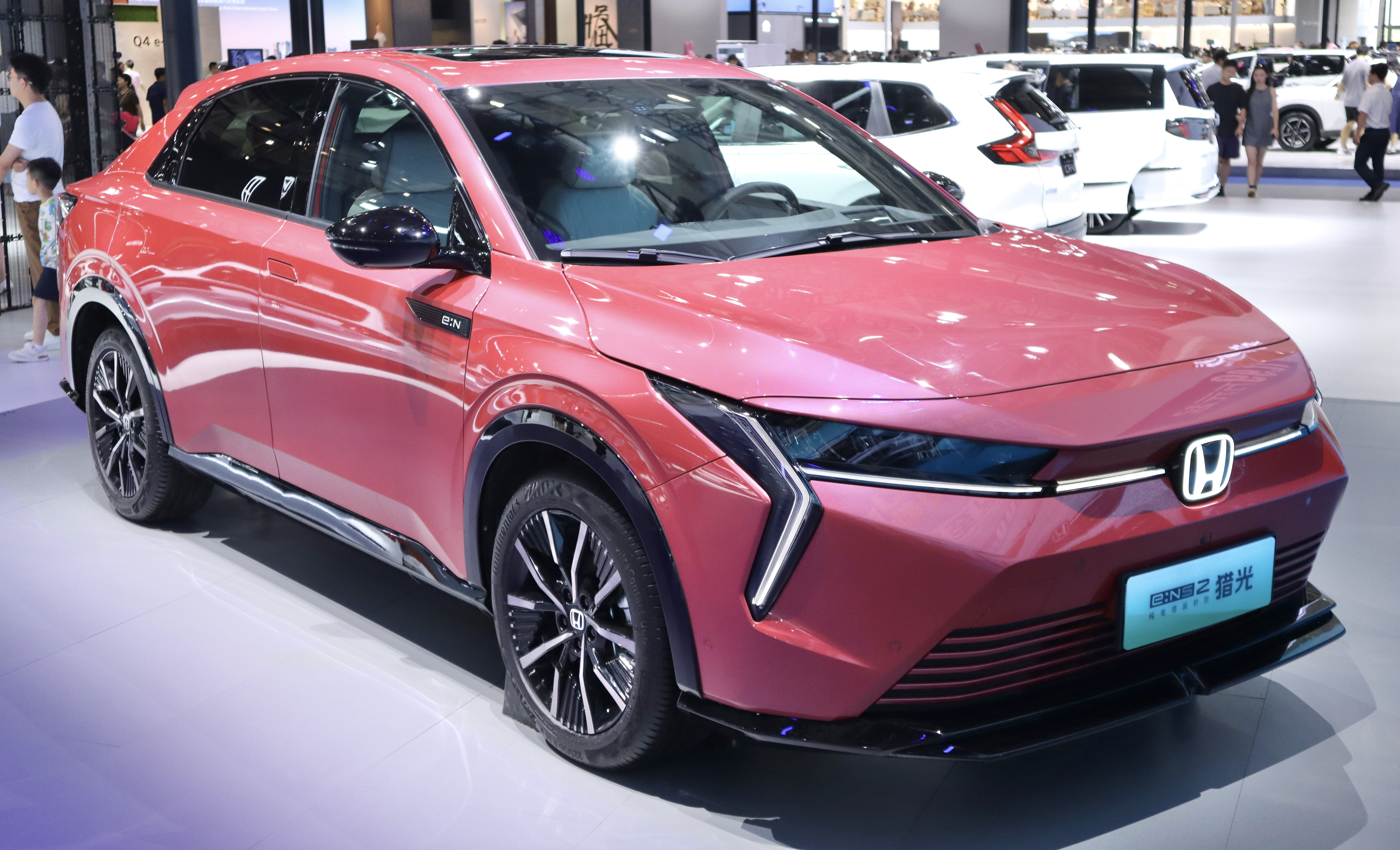
Honda e: NS2
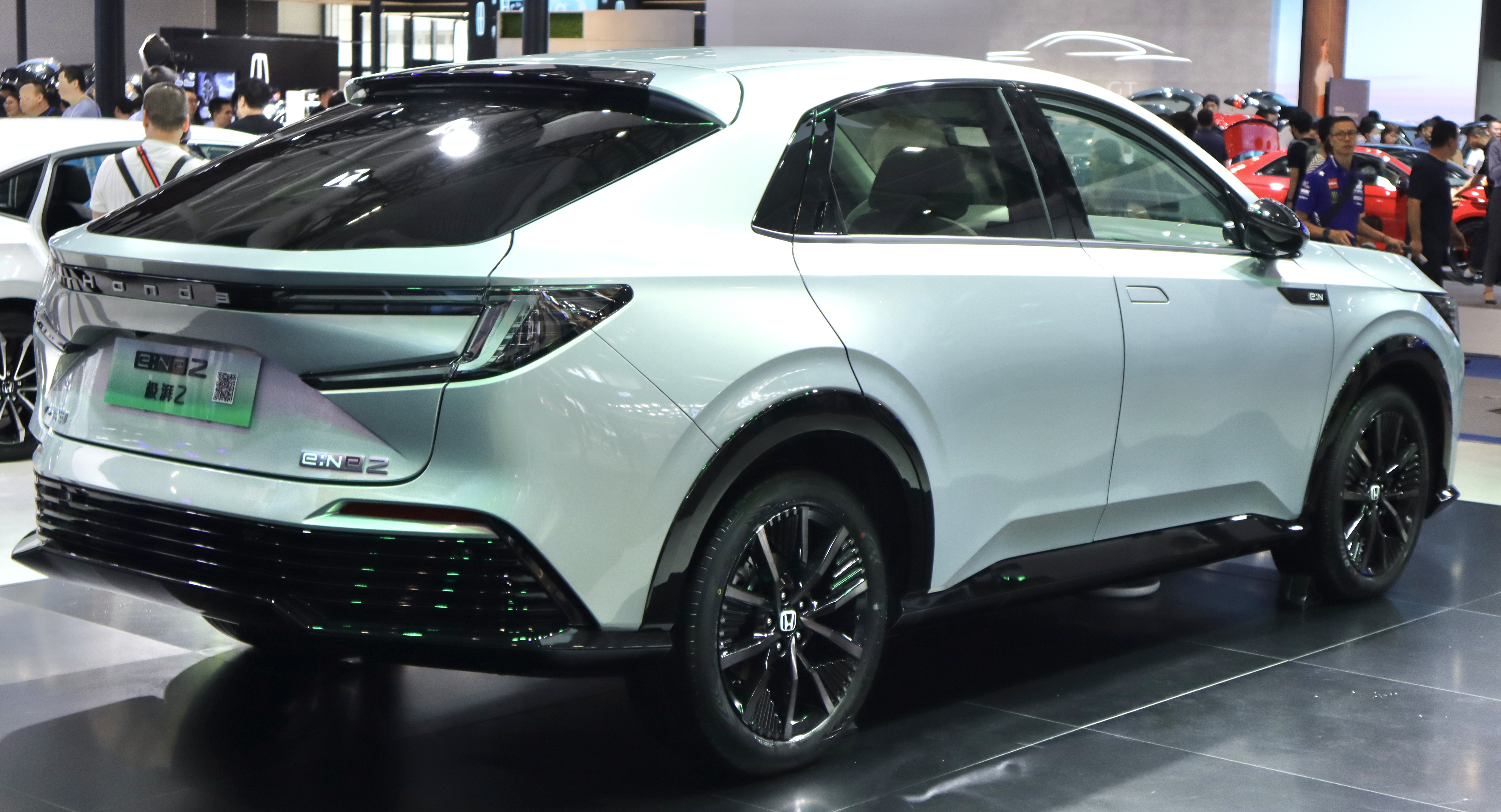
Вид сзади (e:NP2)
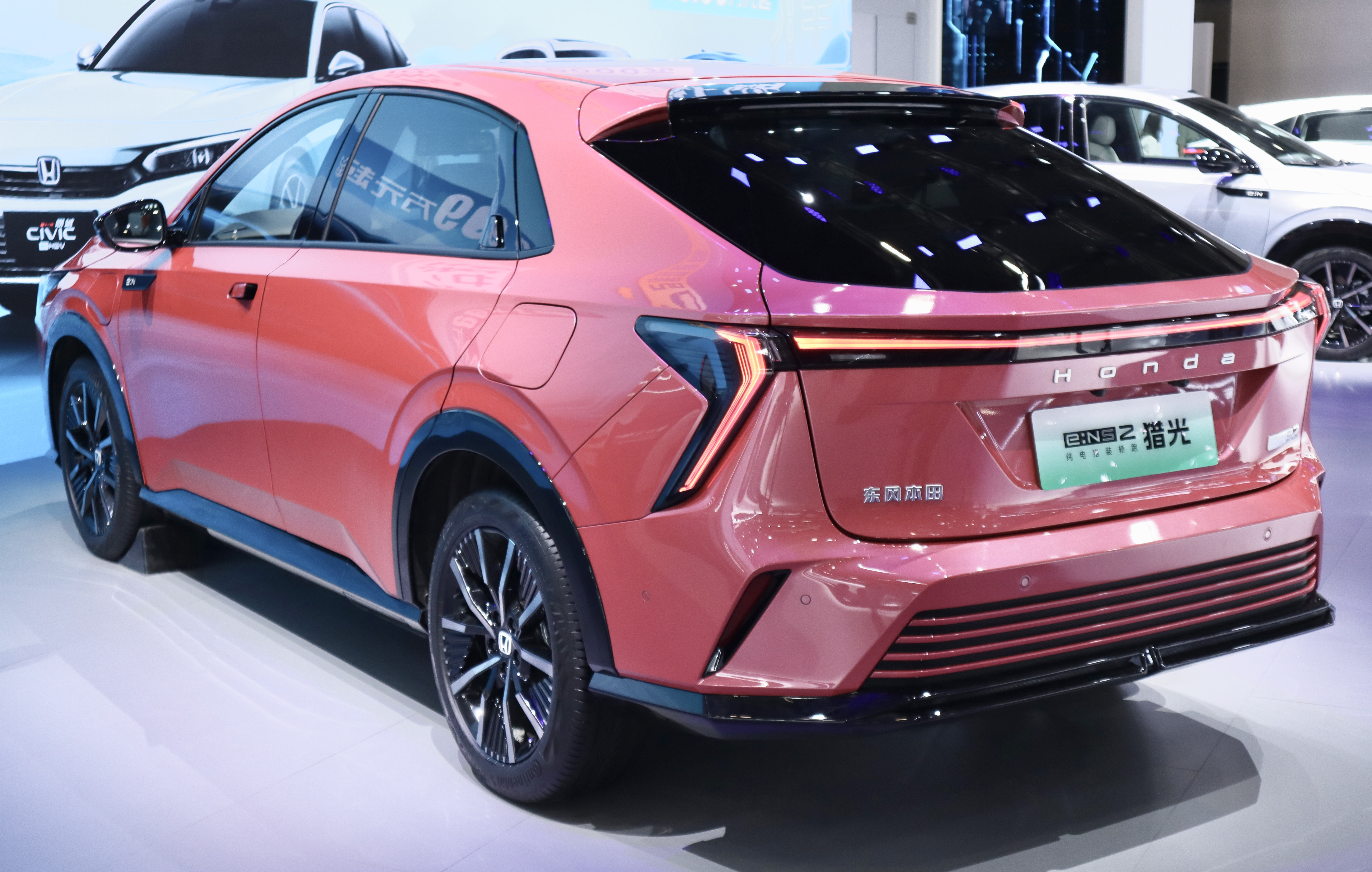
Вид сзади (e:NS2)
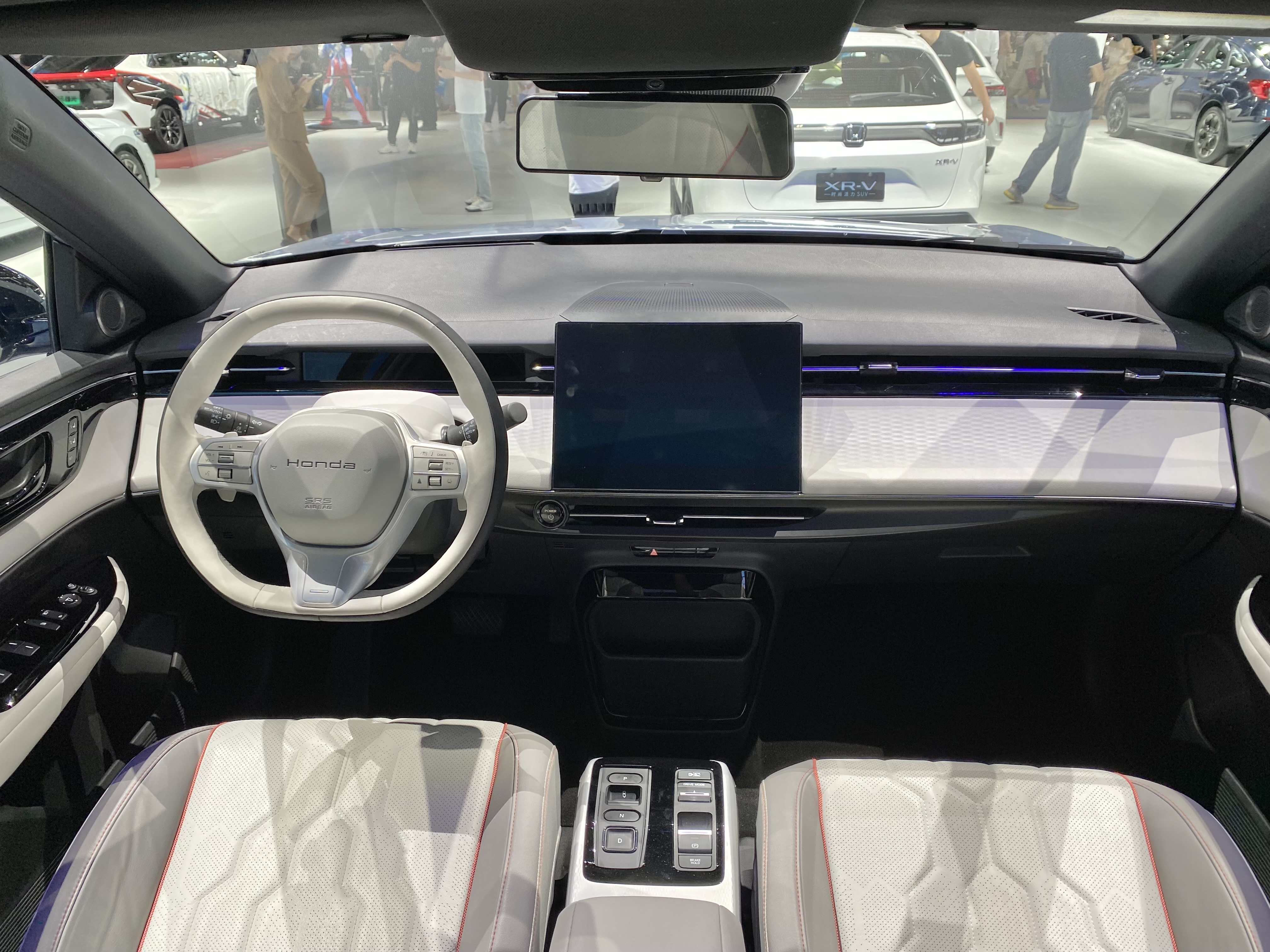
Интерьер (e:NP2)
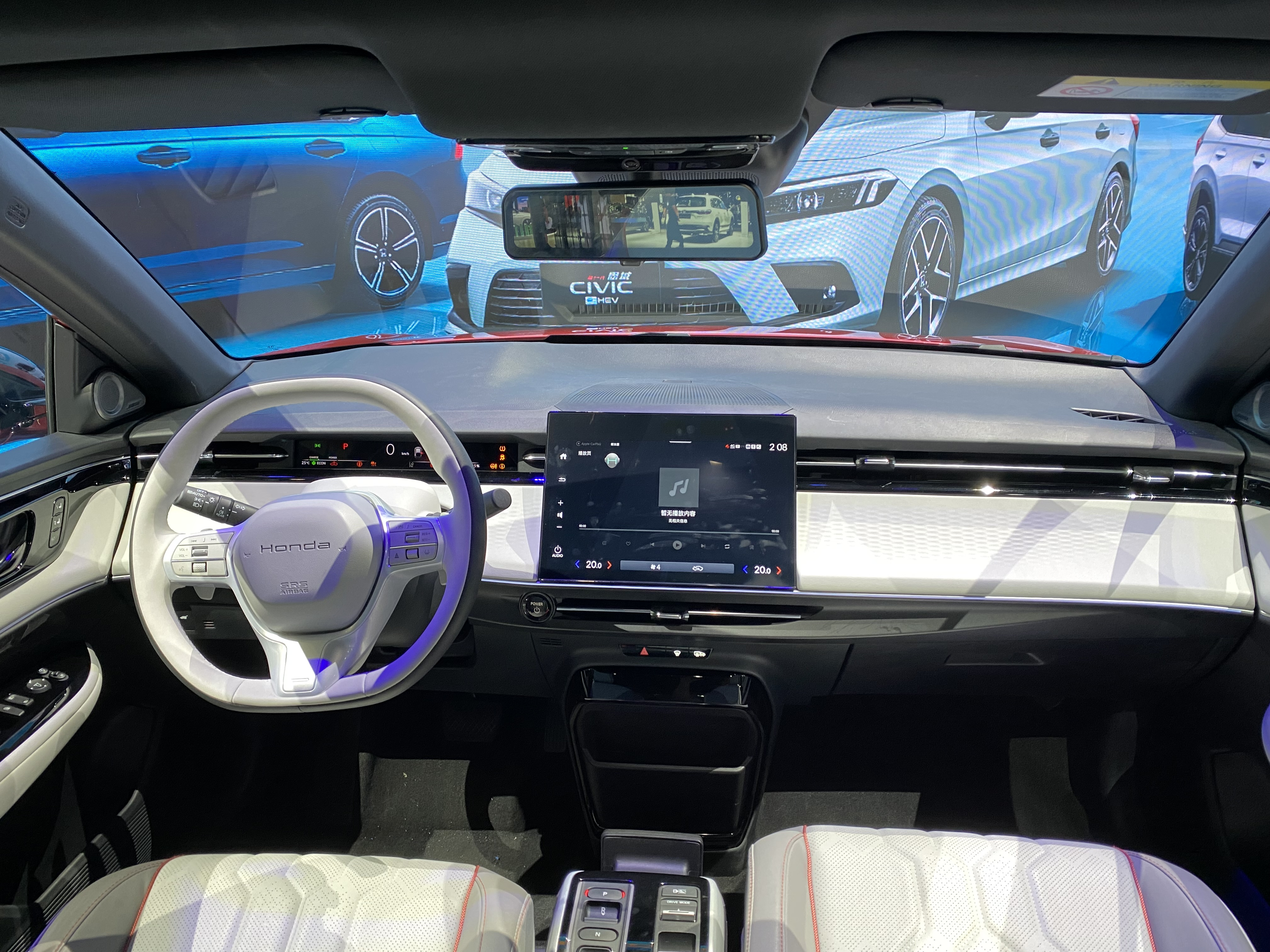
Интерьер (e:NS2)